# JSF联合打击战斗机
《JSF联合打击战斗机》是一个1997年发布的飞行模拟类游戏，由挪威Innerloop Studios开发，Eidos Interactive公司发行。其游戏引擎的改良版本后来用于游戏《秘密潜入》的开发。

## 玩法
游戏战场设定有阿富汗、哥倫比亞、朝鲜半島和科拉半島。玩家可操作两种飞机：洛克西德·马丁公司的X-35闪电II（Lockheed Martin X-35 Lightning II）和波音公司的X-32（Boeing X-32）。玩家可选择多种空对空或空对地武器。敵機機種包括達梭 幻象5、米格-29、F-16、蘇愷-27、蘇愷-35、F-22、Tu-22M、伊留申-76和A-50。